# Silvia Dionisio
Silvia Dionisio (Roma, 28 de setembro de 1951) é uma atriz italiana. Irmã mais velha da atriz Sofia Dionisio, Silvia apareceu em diversos filmes nos anos 1970, como Amici miei e Ondata di piacere.

## Biografia
Estreou no cinema aos 14 anos, no filme Darling. Depois, participou de filmes musicais de baixo orçamento, ao lado de cantores como Mario Tessuto, Gianni Dei, Little Tony e Mal. Num desses filmes conheceu o diretor Ruggero Deodato, com quem se casaria em 5 de dezembro de 1971. Tiveram um filho, Saverio (que também seria ator), e se divorciaram-se em 1979.
Em 1967 Silvia participou do concurso de beleza Miss Teenager.[ligação inativa]
Em 1970, Tonino Valerii adapta o polêmico romance de Milena Milani, La ragazza di nome Giulio, e convida Silvia para o papel principal.
Em 1975, ela protagonizou Ondata di piacere (dirigido por seu marido Deodato), que a consagrou como um dos mais belos e refinados ícones eróticos da época. O filme teve problemas com a censura e a atriz, juntamente com o diretor, produtores e outros atores, foi indiciada pelo Ministério Público em Bolzano por obscenidade; em seguida, porém, foi liberado na íntegra.
Naquele mesmo ano ela interpretou Titti, amante de Ugo Tognazzi em Amici miei, de Mario Monicelli, no qual aparece nua durante quase toda a última parte.
Em 1976 foi a voz feminina da banda Albatros, liderada por Toto Cutugno, no álbum Volo AZ 504, cuja faixa-título foi representada no Festival di Sanremo e fez grande sucesso na França.
Sua imagem aparece na capa do álbum El Mundial, hino oficial da Copa do Mundo de 1978 (Argentina), de Ennio Morricone. Nua, também aparece em algumas capas de álbuns de 45 RPM de Andrè Carr (pseudônimo de Vince Tempera). No ano da Copa, foi a voz feminina da canção "Profondamente deluso del tuo comportamento", de Alberto Baldan.
Da metade da década de 1970 até 1981m, Silvia participou de vários filmes de comédia que tiveram boa arrecadação, como Il... Belpaese, Il marito in collegio, Aragosta a colazione, e alguns policiais, como Uomini si nasce poliziotti si muore (do marido, Deodato), e o suspense erótico La ragazza del vagone letto.
Em 1980, coprotagoniza as comédias Ciao marziano (de Pier Francesco Pingitore) e Crema, cioccolata e pa... prika (de Michele Massimo Tarantini). No ano seguinte, fez o principal papel feminino do suspense Follia omicida, último trabalho cinematográfico de Riccardo Freda, mestre do cinema gótico, e também o dela.
Em 1983 casou-se com o cirurgião romano Roberto Mazzarella, com quem teve uma filha, e passou a se dedicar à vida privada, salvo pelo comercial da Campari, dirigido por Federico Fellini em 1984.

## Filmografia
- Darling (1965)
- Rita la zanzara (1966)
- Pronto... c'è una certa Giuliana per te (1967)
- Le grandi vacanze (1967)
- Mangiala (1968)
- Nude... si muore (1968)
- Vacanze sulla Costa Smeralda (1968)
- Lisa dagli occhi blu (1968)
- Infanzia, vocazione e prime esperienze di Giacomo Casanova, veneziano (1968)
- Italiani! È severamente proibito servirsi della toilette durante le fermate (1969)
- Un detective (1969)
- Il commissario Pepe (1969)
- Pensiero d'amore (1969)
- L'arciere di Sherwood (1970)
- La ragazza di nome Giulio (1970)
- Crystalbrain, l'uomo dal cervello di cristallo (1970)
- Il prete sposato (1971)
- La violenza: quinto potere (1971)
- À la guerre comme à la guerre (1972)
- Sgarro alla camorra (1973)
- L'erotomane (1974)
- Il bacio di una morta (1974)
- Dracula cerca sangue di vergine... e morì di sete!!! (1974)
- Amore mio spogliati... che poi ti spiego! (1975)
- Ondata di piacere (1975)
- Amici miei (1975)
- Poliziotti violenti (1976)
- Paura in città (1976)
- Noi siam come le lucciole (1976)
- Milano violenta (1976)
- Il comune senso del pudore (1976)
- Uomini si nasce poliziotti si muore (1976)
- I soliti ignoti colpiscono ancora - E una banca rapinammo per fatal combinazion (Ab morgen sind wir reich und ehrlich) (1976)
- I prosseneti (1976)
- Natale in casa d'appuntamento (1976)
- Il marito in collegio (1977)
- Il... Belpaese (1977)
- L'inquilina del piano di sopra (1978)
- Riavanti... Marsch! (1979)
- Aragosta a colazione (1979)
- La ragazza del vagone letto (1979)
- Tranquille donne di campagna (1980)
- L'ebreo fascista (1980)
- Ciao marziano (1980)
- Crema cioccolato e pa...prika (1981)
- Follia omicida (1981)

## Ensaios
Silvia Dionisio foi capa das seguintes revistas:
- Foto Pratica (Itália) em setembro de 1968
- Fotografare (Itália), em junho de 1968 e janeiro de 1969
- Movie Maker (Inglaterra), em outubro de 1969
- Progresso Fotografico (Itália), em abril e agosto de 1970
- Playboy (Itália), em agosto de 1974[4] e abril de 1976[5]